# 布萊恩·莫爾可
布萊恩·莫爾可（Brian Molko，1972年12月10日—），英國歌手、作曲家，Placebo樂隊主唱及吉他手。